# Hypoxidaceae
A Hypoxidaceae a spárgavirágúak rendjének (Asparagales) egy kis családja, melyet a korábbi rendszerekben a liliomok rendjébe helyeztek, egyes rendszerezők külön családként, mások az amarilliszfélék (Amaryllidaceae) közé helyezték. A molekuláris kladisztika eredményei alapján spárgaalkatú családnak tekintjük, mely valójában nincs közelebbi rokonságban az amarilliszfélékkel, mint ahogyan azt korábban feltételezték. Legközelebbi ma élő rokonaik valószínűleg az Asteliaceae család fajai.
A családba tartozó növények lágyszárúak, amelyek gumós rizómájukkal telelnek át. Leveleik általában tőállóak, és gyakran erősen szőrözöttek. A virágok egy levél nélküli tőkocsány tetején ülnek, ahol füzért, fürtöt vagy álernyőt alkotnak, de olykor a virágzat erőteljesen redukálódik, akár 1–3 virágra is csökkenthet.
A családba 7 nemzetség mintegy 200 faja sorolható. Ezek a fajok nagyrészt a déli féltekén élnek, de előfordulnak északi féltekére nyomuló fajaik is.

## Nemzetségek
- Curculigo
- Empodium
- Hypoxidea
- Hypoxis
- Pauridia
- Rhodohypoxis
- Spiloxene

## Fordítás
- Ez a szócikk részben vagy egészben  a   Hypoxidaceae című angol Wikipédia-szócikk fordításán alapul.  Az eredeti cikk szerkesztőit annak laptörténete sorolja fel. Ez a jelzés csupán a megfogalmazás eredetét és a szerzői jogokat jelzi, nem szolgál a cikkben szereplő információk forrásmegjelöléseként.